# Rose Lavelle
Pour les articles homonymes, voir Lavelle.
Rose Lavelle, née le 14 mai 1995 à Cincinnati, est une joueuse internationale américaine de soccer évoluant au poste de milieu de terrain. Elle est championne du monde 2019 avec l'équipe des États-Unis, elle a notamment marqué le deuxième but lors de la finale à Lyon face aux Pays-Bas (2-0).

## Biographie
Rose Lavelle, suivant les pas de sa sœur ainée qui joue au soccer, va acquérir très tôt les premiers gestes techniques. Elle se fait remarquer pour son habileté technique assez rapidement. Un éducateur sportif d'origine anglaise, Neil Bradford, repère chez elle un potentiel technique et joue un rôle essentiel dans l'éclosion de son talent balle au pied,.
Elle va obtenir un diplôme de sociologie sans sacrifier son avenir sportif pour autant. Lavelle est repêchée en première position lors de la draft 2017 de la NWSL par les Breakers de Boston.
Jill Ellis, sélectionneuse de l'équipe féminine des États-Unis, alertée par l'entraîneur de l'équipe de Rose Lavelle, a un entretien décisif avec elle concernant sa carrière internationale . Elle va alors se concentrer sur l'ensemble des facteurs qui conditionnent la réussite d'un sportif de haut niveau : diététique, préparation mentale, préparation physique, spécifiques techniques et tactiques. Elle débute en équipe nationale contre l'équipe d'Angleterre en mars 2017.
Elle fait partie des vingt-trois joueuses retenues pour disputer la Coupe du monde 2019 en France dont son équipe est sortie vainqueur .
Elle fait forte impression derrière les deux stars de l'équipe qui sont Alex Morgan et Megan Rapinoe. 
Le 18 août 2020, elle rejoint Manchester City et s'engage en faveur de l'OL Reign en 2021.
En 2023, elle fait partie des 23 joueuses sélectionnées par Vlatko Andonovski pour participer à la coupe du monde qui a lieu en Australie  et en Nouvelle-Zélande du 20 juillet au 20 août

## Palmarès

### Avec les États-Unis
- Vainqueur de la Coupe du monde 2019
- Championne olympique en 2024

### Distinctions personnelles
- Ballon de bronze de la Coupe du monde féminine de football 2019[13].
- Nommée dans l'équipe type de la FIFA FIFPro Women's World11 en 2019[14].